# Manja Croiset

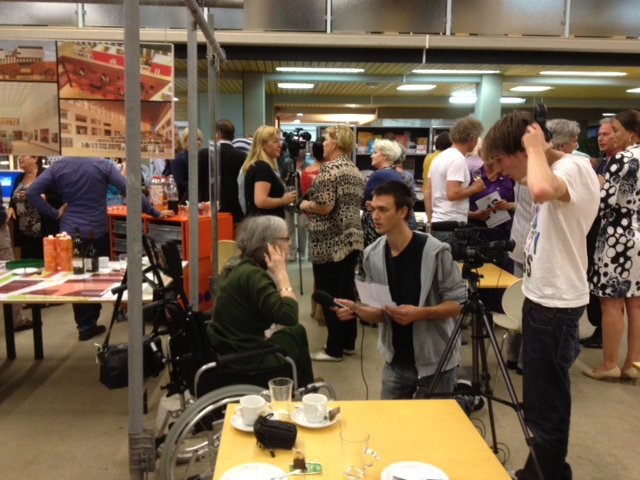
Entrevista M. Croiset durante la apertura de una librería en el 2012.

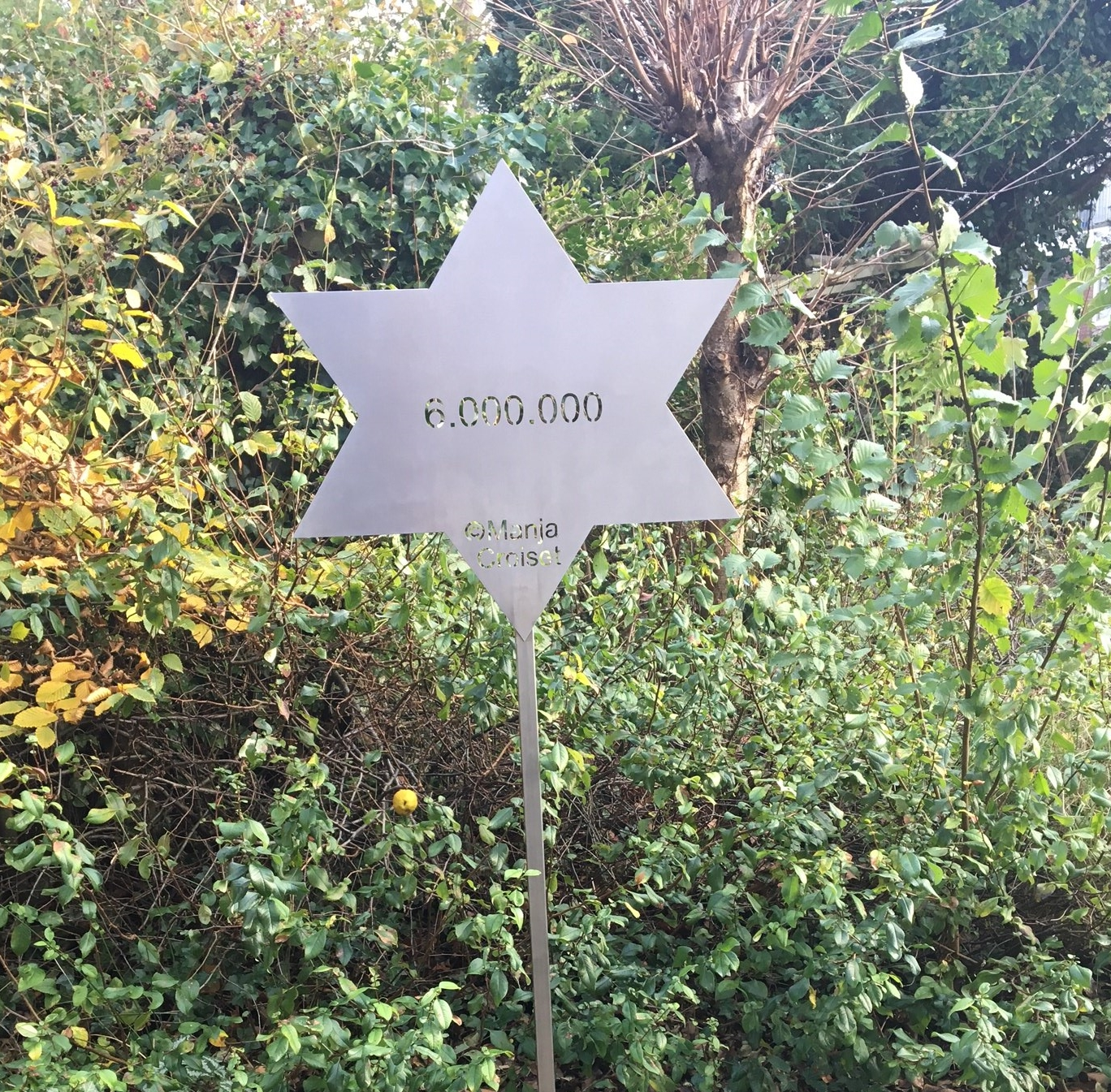
Arte basado en el Shoah por Manja Croiset

Manja Croiset (Ámsterdam, 5 de julio de 1946) es una poetisa y escritora neerlandesa.
Croiset es la segunda generación de los sobrevivientes de Shoah, y la más joven de tres hijas. Los miembros familiares de su madre, Paula Kool (11 de marzo de 1918 - 11 de mayo de 2012), fueron asesinados en El Holocausto. Su padre, Odo Croiset (24 de abril de 1915 - 18 de noviembre de 2011), hijo de Hijman Croiset, sobrevivió a varios campamentos de concentración nazis debido a las prácticas ilegales de impresión de Het Parool. 

## Primeros años y educación
Después de la escuela primaria Manja asistió a Barlaeus, pero fue ingresada en un hospital psiquiátrico cuando aún era muy joven Trabajó en el periódico neerlandés Leidsch Dagblad, durante nueve años.

## Carrera
Croiset empezó su carrera literaria un poco tarde, pero escribió numerosos libros durante un corto período de tiempo. Su trabajo tiene algunos aspectos filosóficos. Creó también «Manjaforismos» y otros juegos de palabras. El tema recurrente de sus libros es acerca de ser una segunda generación víctima del holocausto y haber visitado durante su vida diversos centros psiquiátricos.
En el año 2009 recibió el Premio Elikser, era la primera vez que este premio fue concedido.

## Documental
MANJA - A Life Behind Invisible Bars. - Documental neerlandés de Willy Lindwer de 60 minutos sobre la vida de Manja Croiset. La película se presentó en el 2013 en el Festival de cine Documental Internacional de Ámsterdam. Después de su debut, el documental Archivado el 4 de marzo de 2016 en Wayback Machine. estuvo traducido al inglés y liberado en los Estados Unidos. 